# Revista Española de Innovación, Calidad e Ingeniería del Software
REICIS (Revista Española de Innovación, Calidad e Ingeniería del Software), editada por ATI (Asociación de Técnicos de Informática), pretende canalizar las contribuciones de conocimiento práctico y original que se produce en España, y en toda la comunidad internacional en lengua española, en el campo de la ingeniería y la calidad del software así como en la innovación en su desarrollo y mantenimiento. 
Se creó en 2005 y tiene periodicidad cuatrimestral. Todos los números publicados hasta la fecha están disponibles en el espacio de REICIS dentro del sitio web de ATI. Está indexada en Latindex, Redalyc, ICYT-CSIC, e-revistas, Google Scholar y Ulrich's Periodicals Directory.